# Phrixothrix hieronymi
Phrixothrix hieronymi là một loài bọ cánh cứng trong họ Phengodidae. Loài này được Haase miêu tả khoa học năm 1886.